# ساراندا كولونس

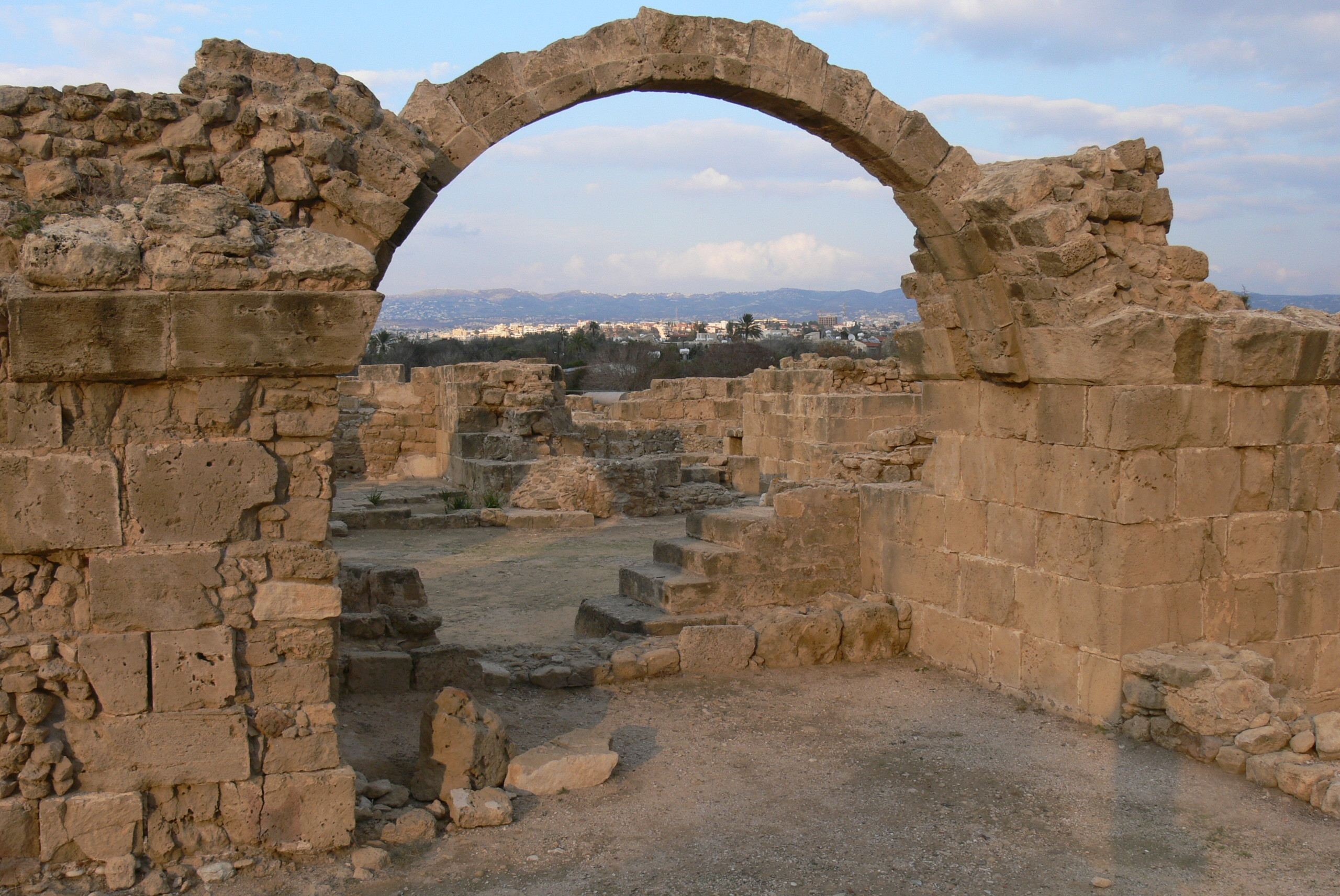
ساراندا كولونس

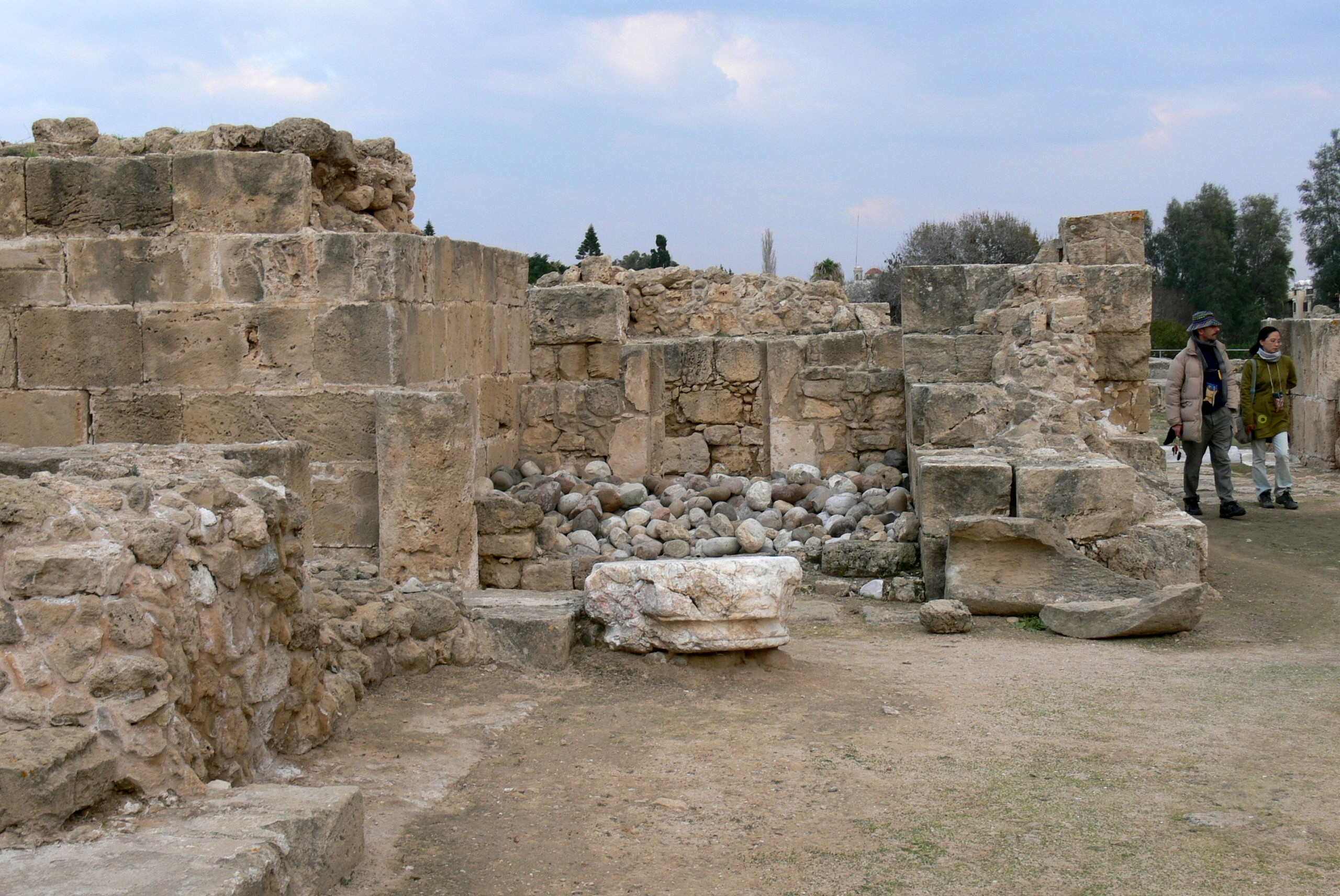
ساراند كولونس

ساراندا كولونس قلعة الأربعون أعمدة (باليونانية:  Κάστρο Σαράντα Κολώνες, Forty Columns castle)‏ هي قلعة من القرون الوسطى تقع داخل حديقة آثار بافوس والتي تقع إلى الشمال مباشرة من ميناء بافوس، في جزيرة قبرص. القلعة تأخذ اسمها من وجود عدد كبير من أعمدة الغرانيت والتي تم العثور عليها في الموقع، وربما كانت تشكل جزءا من أغورا القديمة، ويعتقد أن القلعة الإمبراطورية البيزنطية قد بنيت في نهاية القرن السابع وذلك لحماية ميناء ومدينة بافوس من الغارات العربية، كان للقلعة جدار سميك من ثلاثة أمتار مع أربعة أبراج ركنية ضخمة وأربعة أبراج وسيطة أخرى على طول الجدران للانضمام إلى الخنادق المحيطة بالقلعة. وتملك القلعة باحة مربعة قياسها 35 مترا طولا و 35 مترا عرضا، مع برج في كل زاوية. كان المدخل الرئيسي من خلال برج على شكل حدوة حصان على الجانب الشرقي، ولقد دمرها زلزال في عام 1222.
تم التخلي عن القلعة في وقت لاحق. وتقع قلعة ساراندا كولنوس على ارتفاع 9 أمتار من مستوى البحر.

## وصلات خارجية
- Saranta Kolones